# 兼高かおる
兼高 かおる（かねたか かおる、本名：兼高ローズ（かねたかローズ）、1928年2月29日 - 2019年1月5日）は、日本のジャーナリスト（ツーリストライター）である。日本旅行作家協会名誉会長。「山の手言葉」を多く用いていたことで知られている。
兵庫県神戸市生まれ。1946年香蘭女学校卒業後、1954年ロサンゼルス市立大学に留学。その後ジャーナリストとしてジャパンタイムスなどで活躍する。海外取材が多く、150カ国以上に渡航したことで知られる。

## 経歴

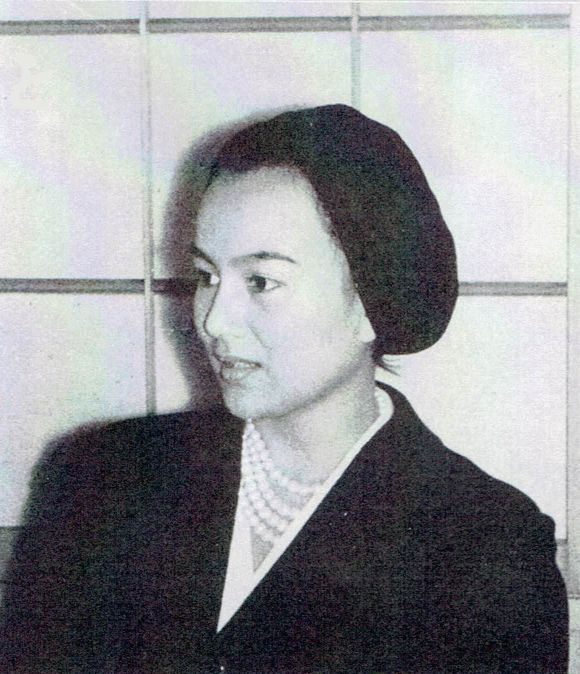
プリンス自動車販売『プリンス』第9巻第5号 (1962) より

兵庫県神戸市に生まれ、資産家だった母親の家族（または親戚）のつてで母親と兄とともに東京都へ移住した。香蘭女学校を卒業後渡米し、ロサンゼルス市立大学に留学。帰国後、ジャパン・タイムスなどのフリーランサーとして活躍。1959年から1990年まで『兼高かおる世界の旅』（TBS系）でナレーター、ディレクター兼プロデューサーを行う。取材国は約150か国、距離にして地球を180周もしたことになる。国際関係の仕事に従事し数多くの協会のメンバーでもある。1985年より名誉館長を務める淡路島の“旅の資料館”に各地から持ちかえった民芸品類を展示している（2020年2月28日にて閉館）。1986年から2006年5月まで“横浜人形の家”の館長に就任。
- 1928年 - 兵庫県神戸市に生まれる。父親はインド人[3]。香蘭女学校では黒柳徹子の先輩に当たる。
- 1958年 - スカンジナビア航空が主催した「世界早回り」に挑戦し、73時間9分35秒の新記録（当時）を樹立。
- 1959年 - この年より『兼高かおる世界飛び歩き』（TBS、のちに『兼高かおる世界の旅』にタイトル変更）のレポーター、ナレーター、プロデューサー兼ディレクターを務める（ - 1990年）。
- 1967年 - 文化庁芸術選奨新人賞受賞。
- 1980年 - 日本女性放送者懇談会賞[4]
- 1985年
  - 外務大臣表彰受賞。
  - 兵庫県津名郡津名町（現：淡路市）の淡路ワールドパーク内に兼高かおる旅の資料館が開館し、名誉館長に就任。
- 1986年 - 横浜市の山下公園にある横浜人形の家館長に就任（2006年5月30日まで。後任は石坂浩二）。
- 1990年 - 菊池寛賞受章。
- 1991年
  - 文化庁芸術選奨文部大臣賞受賞。
  - 紫綬褒章受章。
- 2004年 - 日本国際ツーリズム殿堂入り。
- 2019年1月5日20時45分 - 心不全のため、東京都港区の高齢者施設で死去[1][5]。90歳だった。

## 人物・エピソード
- 海外に関心を持ったきっかけは建築で、童話の挿絵にあった西洋の城やモスク、日本で見たことがない建物に強く魅せられ、外国への憧れや旅心が芽生えていったという[6]。
- 初めて南極点に到達した一般女性のうちの一人である。1969年にアメリカ大使館に申請して許可を得たが、名前の「かおる」を男性の名前と勘違いされており（当時女性に南極渡航の許可は出ていなかった）、直前にキャンセルとなった。1971年にようやく許可が下り、南極点に到達。そのとき同行していた南米の女性と「どちらが一番とかなしにしよう」と話し合って、「1、2の3」で同時に南極点に立てられていたポールにタッチしたそうである。ちなみに北極点は、1989年4月に到達している。
- 砂漠でも秘境でも常に女性らしさや華麗さを忘れず、いつも基本的にワンピースを着た。本人曰く、「ワンピースの動きやすさを優先していただけ」とさらりと述べている[7]。
- チャールズ3世（当時皇太子）、ジョン・F・ケネディ、サルバドール・ダリ、ビョルン・ボルグなどの著名人にも取材を行っているが、ケネディとは当時の日本の首相よりも先に面会することになった[7]。
- 動物好き（とくに犬）であるが、猿とだけは非常に相性が悪く、どんなにおとなしい猿でも襲いかかられてしまう。
- 幼少期から軽井沢にしばしば滞在し、上流階級の子女や三島由紀夫などと交遊していた[8]。
- ミクロネシアのマーシャル諸島に自分の島（カオル・エネ）を持っていた。これは観光化がブームとなっていたときに現地の大酋長の相談にのったお礼としてもらったものであった。ちなみにカオルとは、現地の言葉で「美しい」という意味だそうである。
- 82歳になった2010年に朝日新聞の連載インタビューで、当時でも世界各国を飛び回っていると述べた。その理由は、時々刻々と変化する世界の情勢は常にじかに見なければならない（要約）という方針による[9]。
- 生涯独身であった。結婚することが分からないという。独身なので財産を残して死んでも意味がないと感じ、「一般財団法人兼高かおる基金」を設立。兵庫県淡路島にある医療系大学「関西看護医療大学」で奨学金給付を行っている。

## 役職
- エコツーリズム推進協議会会長
- 兼高かおる旅の資料館（兵庫県淡路島の淡路ワールドパーク内にある展示館）名誉館長
- 日本旅行作家協会名誉会長（第2代会長）
- 大阪トラベルジャーナル旅行専門学校（現：ホスピタリティツーリズム専門学校大阪）名誉校長
- 学校法人トラベルジャーナル学園 名誉校長

## 出演

### テレビ番組
- 兼高かおる世界の旅[10]
- マンモスタワー
- 兼高かおる沖縄の離島を巡る（2012年7月、全3回、フジテレビワンツーネクスト）

### ラジオ番組
- サンヨーミュージックランド - 世界は歌っている (1978年頃、FM大阪)

## 著書・訳書
- 『世界とびある記』光書房、1959年、(国立国会図書館デジタル化資料 - 世界とびある記)、新版・ビジネス社、2019年3月（追悼出版）ISBN 4-8284-2085-1
- 『世界の旅』講談社、1961年
- 『世界の旅 オセアニア編』実業之日本社、1962年 (国立国会図書館デジタル化資料 - 世界の旅. [第1] (オセアニア編))
- 『生活の随筆 第12 (外遊)』筑摩書房、1962年 お嬢さん滞米記(兼高かおる)
- 『兼高かおる 世界の旅』講談社、1963年
- 『兼高かおる 世界の旅』講談社、1964年
- 『兼高かおる アフリカの旅』講談社、1967年 (国立国会図書館デジタル化資料 - 兼高かおるアフリカの旅)
- 『兼高かおる アフリカの旅』講談社、1968年
- 『世界の楽園 第1 (南太平洋)』兼高かおる 監修、番町書房、1970年
- 『世界の楽園 第2 (地中海)』兼高かおる 監修、番町書房、1970年
- 『世界の楽園 第3 (ヨーロッパ)』兼高かおる 監修、番町書房、1970年
- 『世界の楽園 第4 (ラテン・アメリカ)』兼高かおる 監修、番町書房、1970年
- 『世界の楽園 第5 (北アメリカ)』兼高かおる 監修、番町書房、1970年
- 『世界の楽園 第6 (アフリカ)』兼高かおる 監修、番町書房、1970年
- 『世界の楽園 第7 (アジア)』兼高かおる 監修、番町書房、1970年
- 『ヌング少年とマダムヒッポのお話』バベット・コール 作、兼高かおる 訳、CBS・ソニー出版 1979年
- 『学習こども百科 17』沢田清、兼高かおる 監修、学研、1979年
- 『兼高かおる 旅のアルバム』講談社、1985年 ISBN 4062020203
- 『スーツ・ケースのティータイム 旅ほど素敵な人生はない』講談社、1985年 ISBN 4062019310
- 『動物たちの大自然 地球180周の取材ノート』(Visual books 1) ソニー・マガジンズ、1991年 ISBN 4789706966
- 『民族の色彩 160カ国の旅日記』(Visual books 2) ソニー・マガジンズ、1991年 ISBN 478970694X
- 『世界の祭り 721万キロの紀行文』(Visual books 3) ソニー・マガジンズ、1991年 ISBN 4789706958
- 『私の愛する憩いの地』新潮社、1992年 ISBN 410387001X。新潮文庫 1995年 ISBN 4101365113
- 『私の好きな世界の街』新潮社、1996年 ISBN 4103870028。新潮文庫 2000年 ISBN 4101365121
- 『都市の時代の私の提言 日本の都市に問われる美への感性』全国市長会 編、市政1997年5月 ISSN 0488-6801
- 『せかいのこっき』 (ミッキー幼児えほん 20) 兼高かおる 監修、講談社、1999年 ISBN 4062679701
- 『わたくしが旅から学んだこと 80過ぎても「世界の旅」は継続中ですのよ!』 小学館、2010年9月 ISBN 9784093881272。小学館文庫、2013年 ISBN 9784094088069
- 曽野綾子対談『わたくしたちの旅のかたち　好奇心が「知恵」と「元気」を与えてくれる』秀和システム、2017年2月

### 論文・記事
- 『朝日ジャーナル』朝日新聞社、1962年1月 p.40 素顔 兼高かおるさん/高橋啓
- 『あなたとともに伸びゆく : 協和銀行』フジ・インターナショナル・コンサルタント出版部、1964年 p.179 〝お金〟のはなし 兼高かおる
- 『財界展望』財界展望新社、1964年10月 p.60-63 座談会-オリンピックを試金石に-受入れ体制整った観光業界/見角修二、安居院平八、木幡兵吾郎、宮川肇、古田英雄、前田商次、杉井要太郎、兼高かおる
- 『建設月報』建設広報協議会、1966年11月 p.8-19 座談会 国土建設の長期構想案をめぐって/橋本建設大臣 木内信胤、丹下健三、兼高かおる、志村計画局長
- 『週刊平凡』平凡出版株式会社、1967年5月 p.105 ブラウン管の向こう側 本誌記者がローマで見た取材ぶり 兼高かおる世界の旅
- 『東邦経済』東邦経済社、1969年8月 p.58 茶の間の人気物〝お笑いカラー寄席〟〝兼高かおる世界の旅〟
- 『藤島泰輔の世相談議-3-海外取材から見た政治--自由なき共産圏--世界一幸せな日本人』月刊自由民主 / 自由民主党 編、1977年3月
- 『この人と語る 山下勇対談集』日経事業出版社、1981年
- 『スクウェア21』全国経営者団体連合会、1991年3月 p.38-39 兼高かおる～世界の旅--「世界の旅」が日本人を変える--ジャーナリスト 兼高かおる
- 『週刊新潮』新潮社、1991年11月 p.100-104 憩いの地(20)--キリバス/兼高かおる
- 『産業新潮』産業新潮社、1993年9月 p.122 一枚の写真から--兼高かおるさんと欧陽菲菲さん
- 『Vesta』味の素食の文化センター、2001年 p.9-15 座談会 食事マナーの比較とゆくえ--下村道子+兼高かおる+熊倉功夫+ウィリアム・スティール
- 『美人伝心 : 15人のアンチエイジングアライアンス宣言』講談社 編、植島啓司 監修 2011年 ISBN 9784062172622 --考える/兼高かおる
- 『ヤマザキマリ対談集』集英社、2021年 最終章「特別編　兼高かおる 旅は地球とのランデヴー」

### 評論
- 『放送をつくった人たち』塩沢茂、オリオン出版社、1967年 p.216 現代の稗田阿礼 - 世界の旅と兼高かおる - 国立国会図書館デジタル化資料 - 放送をつくった人たち
- 『放送文化』日本放送出版協会、1973年5月 p.26 映像の紀行文学〈TBS兼高かおる世界の旅〉/多賀敬二
- 『潮』潮出版社、2002年8月 p.205-212 モノクロ・グラビア テレビの世紀(7)兼高かおる世界の旅 中島 久美子

## 受賞・栄典
- 1962年 第2回日本放送作家協会賞企画賞
- 1967年 芸術選奨新人賞
- 1969年 第7回ギャラクシー賞
- 1979年 日本女性放送者懇談会賞
- 1980年 放送ウーマン賞1979
- 1985年 外務大臣表彰
- 1987年 イタリア共和国功労勲章カヴァリエーレ
- 1988年 兵庫県文化賞、ギャラクシー賞25周年記念特別賞・愛の賞
- 1989年 第2回日本旅行作家協会賞、ダイヤモンドレディ賞（東京ファッション協会）
- 1990年 第38回菊池寛賞、ダイヤモンド・パーソナリティ賞
- 1991年 芸術選奨文部大臣賞、ＪＮＮ協議会特別賞、紫綬褒章
- 1999年 第48回横浜文化賞
- 2002年 国土交通大臣特別表彰
- 2004年 日本国際ツーリズム殿堂入り、グッドエイジャー賞

## ビデオ
- 『最上川仙人堂 今よみがえる』最上川シティ企画、2006年 VHS 23分 制作:ビデオフォート 出演:斎藤茂太、兼高かおる、戸川幸夫、西岡秀雄、藤島泰輔、杉田房子

## レコード
- 『兼高かおる/世界の旅 ヨーロッパ編』東芝レコード、LP 30cm 1枚
- 『兼高かおる世界の旅 第2集 』東芝レコード、LP 30cm 2枚
- 『兼高かおる世界の旅 第3集;アフリカ・北アメリカ・中南米編』東芝レコード、LP 30cm 1枚